# Kambainallur
Kambainallur é uma panchayat (vila) no distrito de Dharmapuri, no estado indiano de Tamil Nadu.

## Demografia
Segundo o censo de 2001,  Kambainallur  tinha uma população de 10,847 habitantes. Os indivíduos do sexo masculino constituem 52% da população e os do sexo feminino 48%. Kambainallur tem uma taxa de literacia de 54%, inferior à média nacional de 59.5%: a literacia no sexo masculino é de 62% e no sexo feminino é de 45%. Em Kambainallur, 13% da população está abaixo dos 6 anos de idade.